# Norische Münzprägung
Mit Norische Münzprägung bezeichnet man eine im späten 2. Jahrhundert eigenständige Münzprägung. Im Folgenden bezieht sich der Begriff  Noriker und norisch nur auf die „Westnoriker“, die nördlich der Karawanken siedelten, während die „Ostnoriker“ (Taurisker) südlich der Karawanken im Gebiet des heutigen Slowenien siedelten.

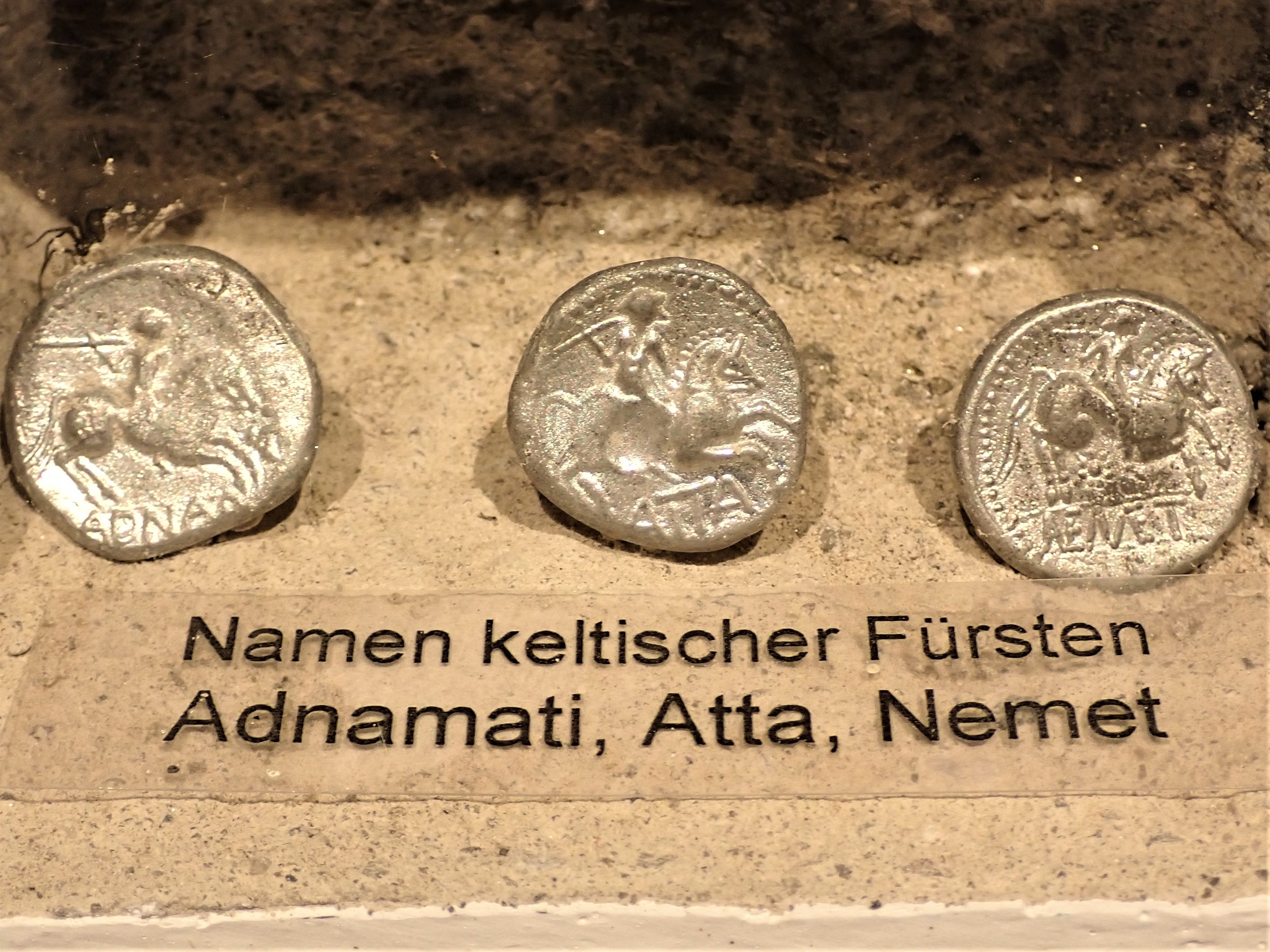
Namen keltischer Fürsten auf norischen Münzen, Römermuseum Teurnia

## Beginn und Alter
Die ersten norischen Münzen waren die sogenannten „Kugelreiter-Typen“, die als Tetradrachmen ausgeprägt wurden. In dem 1998 entdeckten Münzschatz von Enemonzo waren neben 40 norischen Kugelreiter-Tetradrachmen auch 359 römische Viktoriate vertreten, die einen neuen terminus post quem für die norischen Prägungen für das Jahr 130 v. Chr. brachten.
Dieser Schatzfund steht möglicherweise im Zusammenhang mit dem Zug der Kimbern und Teutonen, die um 120–115 v. Chr. in das Gebiet der Noriker einfielen. In der Schlacht bei Noreia schlugen die Kimbern 113 v. Chr. ein mit den Norikern verbündetes römisches Heer und fielen daraufhin in Gallien ein. Es ist wahrscheinlich, dass die gemeinsame Truppenaushebung von Norikern und Römern für diese Schlacht der Anlass zum Beginn der norischen Münzprägung war.

## Motiv und weiterer Verlauf
Auf dem Avers dieser Stücke ist ein bartloser Kopf, der meist als Apollokopf bezeichnet wird, auf dem Revers ein Reiter abgebildet. Wie in der keltischen Münzprägung üblich wurden beide Münzbilder bald abstrahierter und stilisierter ausgeprägt.
Nach einer kurzen Unterbrechung prägten die norischen Könige oder Fürsten Tetradrachmen, auf deren Rückseite ihr Name unter dem Reiter steht. Als „Königsnamen“ sind unter anderem COPPO, ELVIOMAR, NEMET, ATTA, SVICCA und VOKK überliefert. Mit VOKK ist wohl der bei Caesar erwähnte König Voccio gemeint.
Zusätzlich wurden nun auch Kleinsilbermünzen geprägt, die auf dem Avers zunächst einen Kopf zeigen, der jedoch bald in einem bildlosen Buckel wich. Der Revers zeigt ein ornamental geschmücktes Kreuz. Dieses Kleinsilbermünzen werden als Typus Eis oder Gurina angesprochen. Die Tetradrachmen wurden nach der friedlichen Besetzung Noricums durch Rom spätestens im Jahre 15 v. Chr. aus dem Verkehr genommen, während das Kleinsilber noch bis in die Zeit des Claudius als Wechselgeld neben den römischen Prägungen umlief.